# 1433 w polityce
Wydarzenia polityczne w 1433 roku.

## Wydarzenia
- 9 stycznia – Władysław II Jagiełło wydaje przywilej jedlneńsko-krakowski.
- 31 maja – Zygmunt Luksemburski zostaje cesarzem.

## Zmarli
- 14 sierpnia – Jan I Dobry, król portugalski.
- 1 grudnia – Go-Komatsu, cesarz Japonii.